# Lorcán mac Cathail
Lorcán mac Cathail (aveuglé en 864) issu du Clan Cholmáin, est roi  d'Uisneach  dans le royaume de Mide.  Lorcán règne comme roi de Mide de 862 à 864.

## Origine
Sa parenté exacte reste conjecturale. La mort d'un certain  Cathal mac Conchobair est relévée par les annales en 843. S'il s'agit bien de son père, il est dans ce cas un petit-fils de l'Ard ri Erenn Conchobar mac Donnchada. 
Après la mort de Máel Ruanaid de Mide en 843, une querelle de succession éclate. La mention de la mort de
Cathal cette année implique peut-être que ce dernier était impliqué dans le conflit ou même qu'il était l'héritier présomptif
comme le mâle le plus âgé du clan à cette époque, mais il n'est pas précisé si sa disparition ouvre le conflit de succession. Lorcán accède lui-même peut-être au trône en 862 comme « héritier senior ».

## Règne
Le nouvel Ard ri Erenn Áed Findliath est issu du Cenél nEógain. de la lignée des Uí Néill du nord. Il rencontre toutefois une forte résistance de la part des membres des Uí Néill du sud. Lorcán mac Cathail, s'allie avec  Amlaíb Conung, Ímar et Auisle les trois chefs des vikings contre  Flann mac Conaing († 868) roi de Sud-Brega ((Knowth). Flann ancien allié du royaume de Dublin, est devenu l'allié le plus important d'Áed dans la partie centrale de l'Irlande. 
Lorcán et ses alliés scandinaves pillent Brega en 863, et en 864 un certain Conchobar mac Donnchado, nommé également  « roi de  Mide  »  ( Leth ri Midi)  et sans doute partisan de Flann contre Lorcán, est capturé et noyé près de Clonard dans l'actuel comté de Meath sur l'ordre d'Amlaibh. Áed conduit une expédition dans le royaume de Mide, capture Lorcán et le fait aveugler. Après cela Lorcán doit abdiquer et on ignore quand il meurt.
Son fil, anonyme, est mentionné comme étant le responsable du meurtre de l'héritier de l'Ard ri Renn Flann Sinna en 901. En liaison avec cet événement Charles-Edwards avance l'hypothèse que Lorcán était un membre de la tribu Luigne et que son fils était désigné comme un des rois de Luigne. S'il en est ainsi, Lorcán avait été nommé par Mael Seachnaill Ier mac Mael Ruanaid afin d'administrer le royaume de Mide alors qu'il était encore Ard ri Erenn. 
Cependant les Annales des quatre maîtres ne le désignent pas comme roi de Luigne mais bien comme un fils d'un roi de Mide. Cette hypothèse tentait d'expliquer pourquoi Conchobar mac Donnchado est désigné comme l' « autre roi de Mide » dans l’entrée relative à sa noyade par les vikings en 864. Il était peut-être l'héritier légitime du royaume de Mide mai son lien dynastique avec le Clan Cholmáin demeure incertain.